# Alicante (Gerichtsbezirk)
Der Gerichtsbezirk Alicante ist einer der 13 Gerichtsbezirke in der spanischen Provinz Alicante.
Der Bezirk umfasst 3 Gemeinden auf einer Fläche von 266,18 km² mit dem Hauptquartier in Alicante.

## Gemeinden
| Gemeinde                | Einwohner (2024) | Fläche km² | Dichte Einw./km² | Cod INE | Postleitzahl |
| ----------------------- | ---------------- | ---------- | ---------------- | ------- | ------------ |
| Alicante                | 358.720          | 201,27     | 1.782            | 03014   | 03000–03016  |
| El Campello             | 30.600           | 55,27      | 554              | 03050   | 03560        |
| Sant Joan d’Alacant     | 25.918           | 9,64       | 2.689            | 03119   | 03550        |
| Gerichtsbezirk Alicante | 415.238          | 266,18     | 1.560            | –       | –            |